# Nybyggarna (stenskulptur)

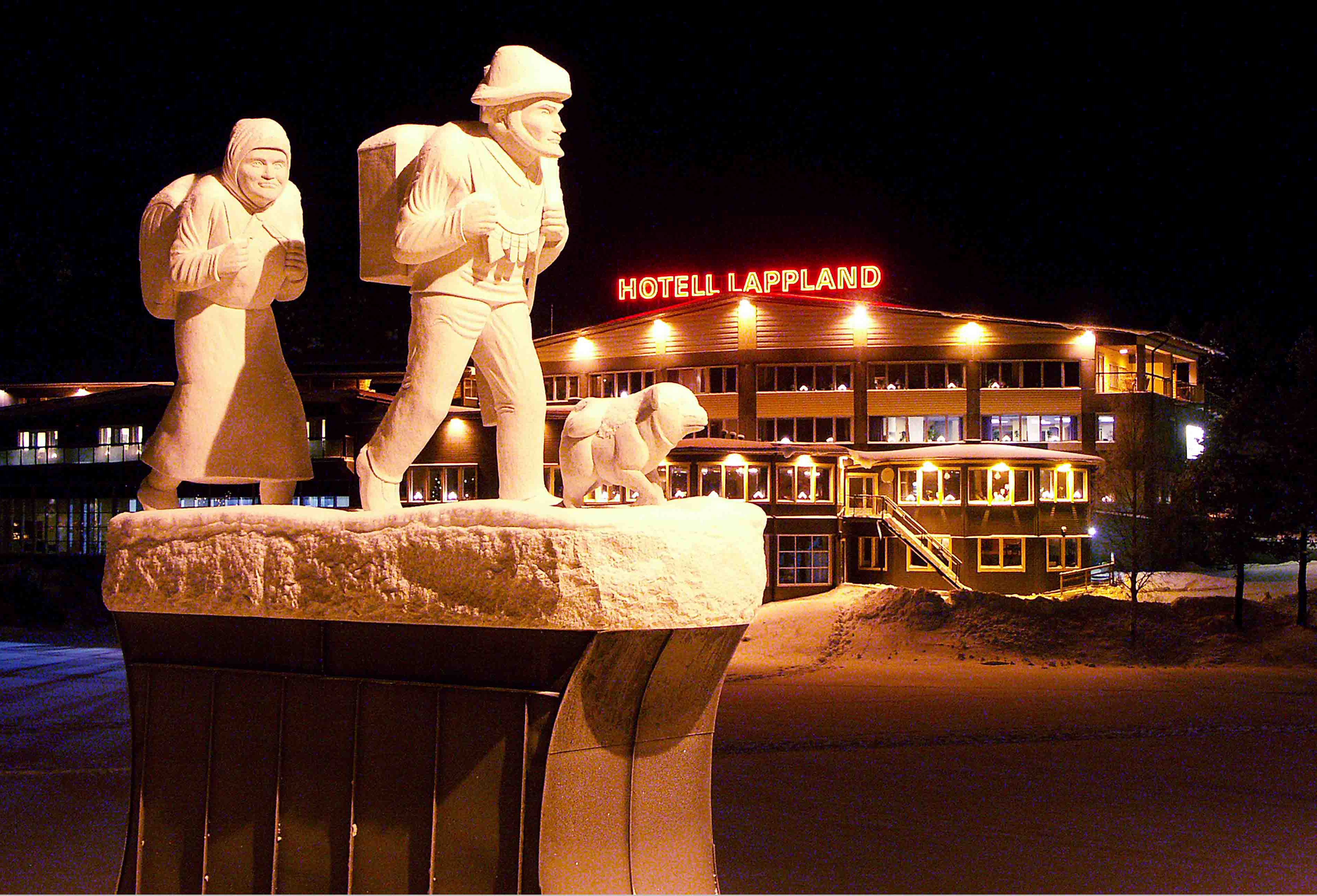
Träskulpturgruppen Nybyggarna.

Nybyggarna är en skulptur i sten, uppförd invid landsvägsbron i Lycksele som ett minnesmärke över nybyggarna som kom till Lyckselebygden.
Skulpturen är gjord i sten och föreställer en hund, en man samt en kvinna. Den är skapad efter den ursprungliga träskulpturen Nybyggarna av Bengt Fransson.